# صلصة الشيدر
صلصة الشيدر أو صلصة جبن الشيدر هي صلصة تقليدية تستخدم في المطبخ الإنجليزي. تعتمد على الصلصة البيضاء، وجبن الشيدر يمكن اعتبار صلصة الشيدر موازياً لصلصة مورناي الفرنسية (وهي نوع من صلصة البشاميل المخلوطة بنصف جبن جرويير ونصف جبن بارميزان).

## طريقة الاعداد
يتم إعداد صلصة الشيدر عن طريق خلط الدقيق مع اللبن على البارد، ثم يقلب بشكل جيد ويرفع على النار حتى الغليان مع اضافة الفلفل الأسود، ثم إضافة كمية من جبن الشيدر إلى الصلصة البيضاء، وتتبيلها باستخدام الخردل الإنجليزي، وصلصة ورشيسترشاير. وللحوصل على اللون الأصفر يمكن اضاقة بودرة الزعفران. كما يمكن شراؤها جاهزة للاستخدام من محلات السوبر ماركت البريطانية. في الولايات المتحدة، يتم إنتاج صلصة شيدر بكميات كبيرة تحت العلامة التجارية راجو، ويطلق عليها صلصة شيدر مزدوجة.

## استخداماتها
يمكن استخدام صلصة الشيدر بعدة طرق مع اللحوم، وأنواع المعكرونة والخضروات وحتى كغموس مع رقاق الناتشوز والهاليبينو. كما يتم اضافته الأطباق البريطانية التالية:
- فطيرة السمك.
- مكرونة وجبنة.[5]
- جبنة القرنبيط.[6]
- بارمو.
- لازانيا.